# Kønsvorter
 Denne artikel bør gennemlæses af en person med fagkendskab for at sikre den faglige korrekthed.

Kønsvorter eller Kondylomer (Condyloma acuminatum) er en seksuelt overført kønssygdom. De skyldes et virus, Humant Papilloma Virus (HPV), i familien Papillomaviridae. Vorterne ligner blomkål og kan optræde på glans penis, vulva og omkring anus.
Kondylomer er den medicinske betegnelse for kønsvorter.

## Symptomer
Kondylomer er små vortelignende knopper eller stilke. De sidder enkeltvis eller i grupper. Der kan gå uger, måneder eller år fra smitte, til der kommer synlige kondolymer på skamlæberne og ved skedeindgangen, sjældnere i skeden og på livmoderhalsen.
Mænd får oftest kondolymer på penis, specielt ved forhuden og ved urinrørsåbningen. Kondylomer kan også sidde rundt om og inden for endetarmsåbningen, både hos kvinder og mænd. Som regel mærker man ikke noget, hvis man har kondolymer.

## Smitte
Kondolymer ses hyppigt hos unge, og antallet af smittede er stigende.
Kondolymvirus, , Humant Papillom Virus, kan overføres ved seksuel kontakt.
I sjældne tilfælde kan der tænkes indirekte smitte, f.eks via et håndklæde.
Prævention med kondom beskytter mod smitte.

## Undersøgelse
Kondolymer kan være svære at få øje på for den utrænede. 

## Behandling
Pensling med podofyllin 1-2 gange ugentlig gennem nogle uger. På nogen kan podofyllin virke ætsende og derfor skal det vaskes væk efter nogle timer. Kondylomer kan også behandles med frysning eller fjernes i lokalbedøvelse.
Kondylomer kan også fjernes ved en mindre operation, f.eks. med laser.

## Følgerne af ubehandlet sygdom
Kondolymer kan spille en rolle ved udvikling af livmoderhalskræft. Kvinder, som selv eller hvis partner har kondolymer bør få taget en celleprøve fra livmoderhalsen.